# Кичерла
Кичерла — река в России, протекает по Алатырскому и Шемуршинскому районам Чувашской Республики. Левый приток реки Чёрная Бездна.

## География
Река берёт начало восточнее посёлка Шумы. Течёт на северо-восток через сосновые и берёзовые леса. Впадает в Чёрную Бездну южнее села Сойгино. Устье реки находится в 15 км от устья Чёрной Бездны. Длина реки составляет 10 км.
У реки Кичерла 2 правых притока: Шумка и Сменер.

## Данные водного реестра
По данным государственного водного реестра России относится к Верхневолжскому бассейновому округу, водохозяйственный участок реки — Сура от Сурского гидроузла и до устья реки Алатырь, речной подбассейн реки — Сура. Речной бассейн реки — (Верхняя) Волга до Куйбышевского водохранилища (без бассейна Оки).
Код объекта в государственном водном реестре — 08010500312110000037743.